# Kållerstads socken
Kållerstads socken i Småland ingick i Västbo härad i Finnveden, ingår sedan 1974 i Gislaveds kommun i Jönköpings län och motsvarar från 2016 Kållerstads distrikt.
Socknens areal är 37,95 kvadratkilometer, varav land 34,61. År 2000 fanns här 182 invånare. Kyrkbyn Kållerstad med sockenkyrkan Kållerstads kyrka ligger i socknen. 

## Administrativ historik
Kållerstads socken har medeltida ursprung.
Vid kommunreformen 1862 övergick socknens ansvar för de kyrkliga frågorna till Kållerstads församling och för de borgerliga frågorna till Kållerstads landskommun.  Landskommunen inkorporerades 1952 i Reftele landskommun, som sedan 1974 uppgick i Gislaveds kommun. Församlingen uppgick 2014 i Västbo S:t Sigfrids församling.
1 januari 2016 inrättades distriktet Kållerstad, med samma omfattning som församlingen hade 1999/2000. 
Socknen har tillhört samma fögderier och domsagor som Västbo härad. De indelta soldaterna tillhörde Jönköpings regemente, Norra Västbo kompani.

## Geografi
Kållerstads socken är en sjö- och mossrik skogsbygd.
En sätesgård var Staffansbo säteri.

## Fornminnen
Ett järnåldersgravfält vid Kållerstad är känt. En offerkälla, Sankt Sigfrids källa, finns vid kyrkbyn.

## Befolkningsutveckling
Befolkningen ökade från 372 1810 till 652 1880 varefter den minskade stadigt till 177 1990.

## Namnet
Namnet (1427 Kullirstadha), taget från kyrkbyn, har förledet med oklar tolkning, möjligen kvald, kväll/solnedgång, och efterledet stad, ställe.